# Moon Harbour Recordings
Moon Harbour Recordings ist ein im Jahr 2000 in Leipzig gegründetes Label für elektronische Tanzmusik. Zu den wichtigsten Künstlern des Labels zählen neben Matthias Tanzmann insbesondere Luna City Express, Sven Tasnadi, Daniel Stefanik, Ninetoes, Re.You, Sabb, DJ T., Anëk und Dan Drastic.

## Geschichte
Ins Leben gerufen wurde das Label von dem DJ und Musikproduzenten Matthias Tanzmann und André Quaas, dem Gründer des Clubguides 1000°. Beide lernten sich im Leipziger Club Distillery kennen, in welchem Matthias Tanzmann damals als Resident-DJ regelmäßig auflegte. Anfänglich veröffentlichte Moon Harbour Recordings Tracks, die vor allem dem Genre des Deep House zuzurechnen sind, wandte sich ab 2005 aber komplett der Clubmusik zu. Auf Moon Harbour Recordings wurden seit seiner Gründung über 100 EPs, 6 Künstleralben und mehrere Compilations veröffentlicht (Stand August 2017).
Um die Bandbreite des Repertoires von Moon Harbour Recordings zu erweitern, wurde 2004 das Sublabel Curl Curl und 2006 das Sublabel Cargo Edition ins Leben gerufen. Die Ausrichtung von Cargo Edition entspricht eher dem Genre des Minimal House. Bisher veröffentlichten hier sieben Künstler insgesamt 23 EPs (Stand August 2017).
2010 zählte die New York Times Leipzig zu den „The 31 Places to Go in 2010“ und nannte unter anderem Moon Harbour Recordings als Grund dafür.
Einige der Künstler, die bei Moon Harbour Recordings und Cargo Edition regelmäßig veröffentlichen, sind auch bei der an das Label angeschlossenen Bookingagentur „Times Artists“ vertreten.